# Achaearanea triangularis
Achaearanea triangularis là một loài nhện trong họ Theridiidae.
Loài này thuộc chi Achaearanea. Achaearanea triangularis được miêu tả năm 2005 bởi Patel.